# Lomo LC-A
Le Lomo LC-A (Lomo Compact Automat, en russe : ЛОМО Компакт-Автомат) est un appareil photographique compact, produit depuis 1983 par Lomo PLC (Lomo pour Ленинградское Оптико-Механическое Объединение, Leningradskoïe Optiko Mekhanitcheskoïe Obiedinenie ; en français : Union opto-mécanique de Léningrad) à Saint-Pétersbourg (alors Léningrad, en Union soviétique).

## Histoire
Le modèle fut lancé en 1982 à l'issue d'une réunion où le général Igor Petrovitch Kornitski du ministère de la défense de l'URSS montra au directeur de LOMO l'appareil japonais Cosina CX-2. Ils décidèrent alors de lancer un modèle lui ressemblant.
Le modèle actuel commercialisé par The Lomography Society, appelé Lomo LC-A+ n'est plus fabriqué en Russie mais en Chine.

## Caractéristiques

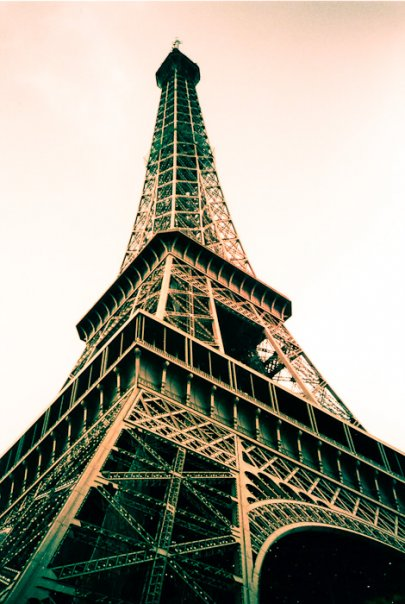
Photo de la tour Eiffel prise avec un lomo lca

Le Lomo LC-A utilise des pellicules au format 135. Il possède un objectif fixe Minitar 1 d'une focale de 32 mm. Quatre réglages de distance sont crantés de 0.8, 1.5, 3 mètres à l'infini. La distance sélectionnée est rappelée dans le viseur par une aiguille pointant sur un symbole pour chaque distance. En choisissant une des ouvertures disponibles de 2.8, 4, 5.6, 8, 11, à 16, l'obturateur est bloqué au 1/60 s. Ce mode est originellement destiné à la photographie au flash. Un mode automatique (désigné par la lettre "A" parmi les ouvertures disponibles) laisse le LC-A calculer la vitesse d'obturation ainsi que le diaphragme nécessaire pour la photographie en fonction de la lumière reçue par la photorésistance. Pour l'utilisation de ce mode, la sensibilité du film (de 25 à 400 ASA/ISO) doit être réglée correctement à l'aide d'une molette et trois piles boutons sont nécessaires. Un indicateur lumineux à gauche dans le viseur signale le bon fonctionnement de celles-ci. Un autre indicateur lumineux, placé à droite, signale les poses de plus de 1/30 seconde.

## Photos du Lomo LC-A

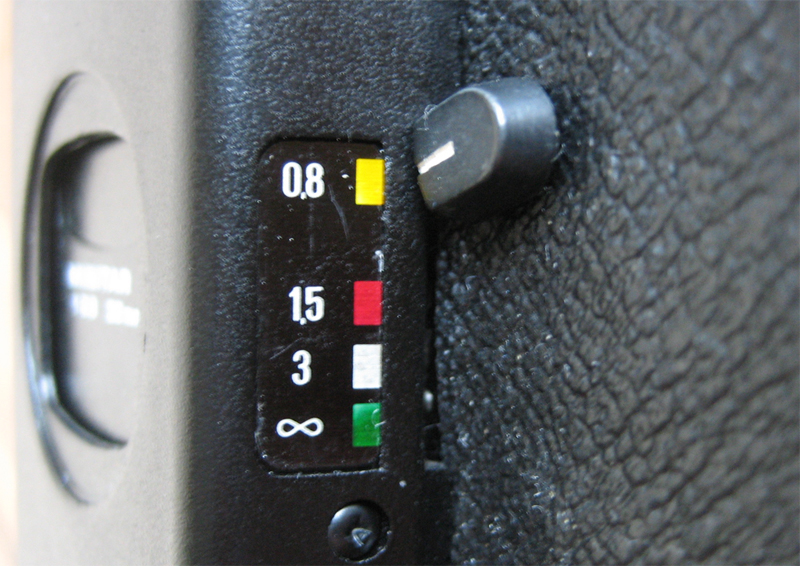
Réglage de la distance
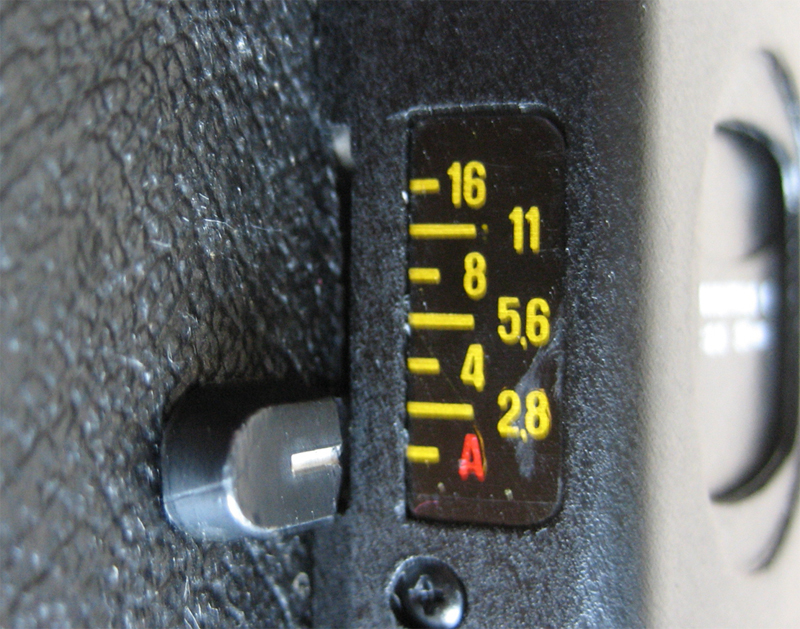
Réglage du diaphragme. (ici en mode automatique)
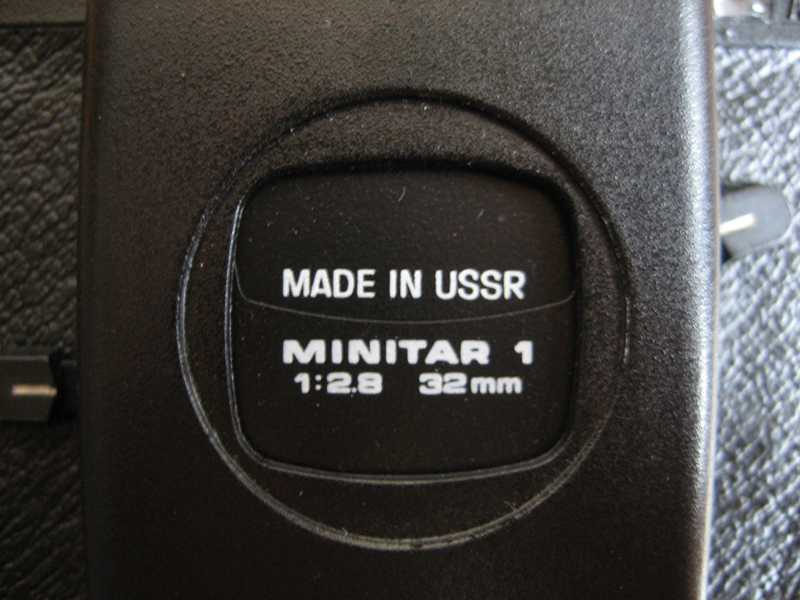
Volet de protection de l'objectif
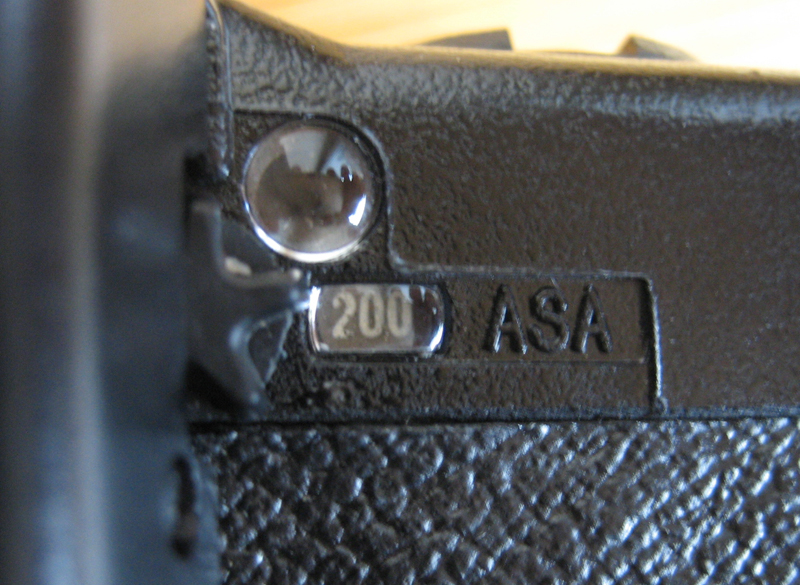
Molette de réglage de la sensibilité et photorésistance
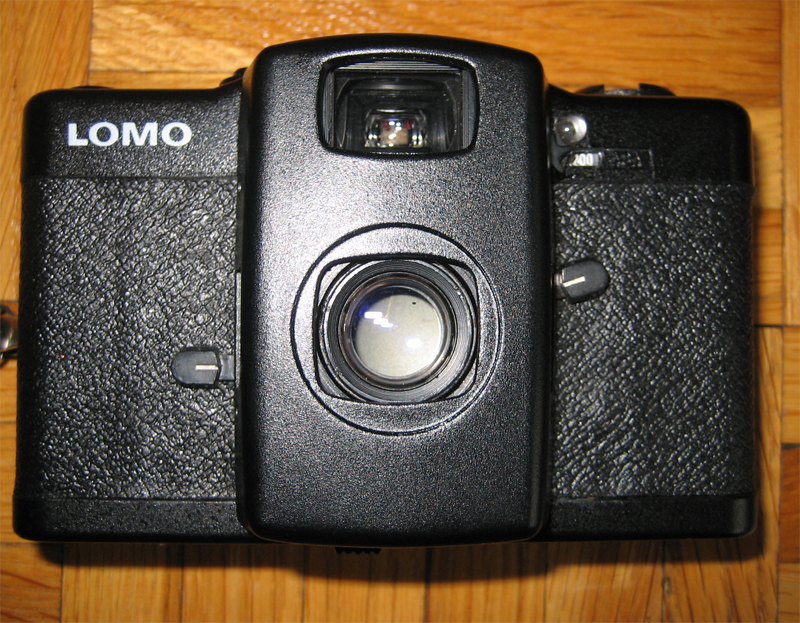
Vue de face